# Leptotrachelus depressus
Leptotrachelus depressus är en skalbaggsart som beskrevs av Willis Blatchley. Leptotrachelus depressus ingår i släktet Leptotrachelus och familjen jordlöpare. Inga underarter finns listade i Catalogue of Life.